# Luitzen Egbertus Jan Brouwer

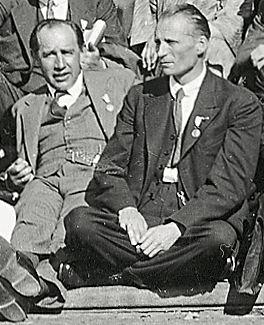
Harald Bohr und Bertus Brouwer (1932)

Luitzen Egbertus Jan (Bertus) Brouwer (* 27. Februar 1881 in Overschie (heute zu Rotterdam); † 2. Dezember 1966 in Blaricum) war ein niederländischer Mathematiker. Er schuf grundlegende topologische Methoden und Begriffe und bewies bedeutende topologische Sätze. Nach ihm ist der Brouwersche Fixpunktsatz benannt. Durch seine Begründung des Intuitionismus wurde er Protagonist im sogenannten Grundlagenstreit der Mathematik, der in den 1920er und 1930er Jahren seinen Höhepunkt fand.
Brouwers spätere Arbeiten waren bahnbrechend für die Entwicklung der konstruktiven Mathematik. Formalisierungen seiner Anschauungen über die Natur der Logik brachten die Disziplin der intuitionistischen Logik hervor. In seinen Schriften zur Philosophie der Mathematik beschäftigte er sich mit den Beziehungen zwischen Logik und Mathematik, besonders mit der Rolle von Existenzaussagen und der Verwendung des Prinzips des ausgeschlossenen Dritten in mathematischen Beweisen.

## Leben
Brouwer war der älteste dreier Söhne von Egbertus Luitzens Brouwer und Henderika Poutsma. Sein Vater war, wie auch einige Verwandte, Lehrer. Sein jüngerer Bruder war der spätere Geologieprofessor Hendrik Albertus Brouwer. Nach einigen Umzügen und dem Schulbesuch in Hoorn und Haarlem erlangte der sechzehnjährige Brouwer 1897 seinen Gymnasialabschluss und immatrikulierte sich an der Universität Amsterdam. Im Zuge eines Übertritts zur Remonstrantse Kerk im darauffolgenden Jahr ist ein idealistisches und solipsistisches religiöses Credo Brouwers überliefert.
An der Fakultät für Mathematik und Naturwissenschaften arbeiteten so bekannte Personen wie der Physiker Johannes Diederik van der Waals und der Biologe Hugo de Vries. Die mathematischen Vorlesungen wurden hauptsächlich von Diederik Johannes Korteweg gehalten. Korteweg, der später auch Brouwers Dissertation akzeptieren sollte, bot ihm zwar Faszination, aber keine Inspiration. Er arbeitete in einem weiten Gebiet der angewandten Mathematik, hauptsächlich für die Physik.
Unter den studentischen Bekanntschaften Brouwers sticht der Dichter Carel Adema van Scheltema (1877–1924) hervor, mit dem Brouwer eine lebenslange Freundschaft verband. Brouwer selbst schrieb Gedichte und unterhielt stets literarische Interessen. Nach seiner Graduierung 1904 nahm er aufmerksam die seit kurzem propagierte Philosophie von G. J. P. J. Bolland zur Kenntnis, publizierte einige Artikel über kulturelle philosophische Fragen und veranstaltete schließlich 1905 in Delft eine Reihe von Vorträgen. Moralische und mystische Themen, Kontemplation, der Wegfall der Unschuld und die Sprache bilden ihren Inhalt; sie wurden unter dem Titel Leven, Kunst en Mystiek (Leben, Kunst und Mystik) herausgegeben.

### Dissertation
Einfluss auf Brouwer übte vor allem der Philosoph und Mathematiker Gerrit Mannoury aus. Der Privatdozent für die logischen Grundlagen der Mathematik sensibilisierte Brouwer für die neuen Entwicklungen der Mengenlehre und der logischen Notation von Giuseppe Peano und Bertrand Russell. Brouwer setzte sich damit ausführlich in seiner Dissertation auseinander, die sich neben einem kleinen Teil aus mathematischen Resultaten ausschließlich dem Unterschied von Logik und Mathematik widmet (Over de grondslagen der wiskunde, 1907; dt. Über die Grundlagen der Mathematik).
1908 veröffentlichte Brouwer den Artikel De onbetrouwbaarheid der logische principes (dt. Die Unverlässlichkeit der logischen Prinzipien), wo er erstmals deutlich die Ablehnung des principium exclusii tertii (Satz vom ausgeschlossenen Dritten) formulierte. Er identifizierte dieses Prinzip auch mit dem Problem der Lösbarkeit eines jeden mathematischen Problems, was das Ziel des vom deutschen Mathematiker David Hilbert formulierten Programmes gewesen war.

### Topologie
Der Besuch des Internationalen Mathematikerkongresses in Rom 1908 markiert den Beginn der eigentlichen topologischen Schaffensperiode in Brouwers Leben. Schon einige Jahre lang hatte er Arbeiten zur Geometrie veröffentlicht. Nun intensivierte sich diese Beschäftigung; die Grundlagen der Mathematik sollten erst später wieder Berücksichtigung finden.
Die Schrift Zur Analysis Situs (1910) bezog sich ganz auf die Entwicklungen der damaligen mengentheoretischen Topologie. Brouwer ergänzte und verbesserte die Arbeiten von Arthur Schoenflies, zu denen er etliche Gegenbeispiele angeben konnte. Er hatte zuvor schon über Lie-Gruppen und Vektorfelder auf Flächen publiziert. Dies wiederum führte ihn zur Entdeckung des Abbildungsgrades. Er bewies den Satz von der Gebietsinvarianz und verallgemeinerte den jordanschen Kurvensatz auf {\displaystyle n} Dimensionen (Jordan-Brouwer-Zerlegungssatz). Er klärte auch den Begriff der Dimension auf. Daneben entwickelte er die Methode der simplizialen Approximation. Sein heute bekanntestes Resultat ist der brouwersche Fixpunktsatz.
Zahlreiche dieser Arbeiten wurden in der deutschen Zeitschrift Mathematische Annalen gedruckt. Als einer von drei Hauptherausgebern wirkte damals in der Redaktion der Mathematischen Annalen David Hilbert, der als führender Mathematiker der Epoche zu Ende des 19. und Anfang des 20. Jahrhunderts gilt. Mit Hilbert gelangte Brouwer zunächst zu einer einvernehmlichen Zusammenarbeit, welche dann jedoch im Rahmen des Grundlagenstreits in der Mathematik ein Ende fand.

### Intuitionismus
1912 wurde Brouwer Ordinarius an der Universität Amsterdam. Seine Antrittsvorlesung nahm wieder Gedanken aus seiner Dissertation auf. Er referierte über Intuitionismus und Formalismus und wandte sich gegen den stärker werdenden Trend zur Formalisierung. Insbesondere griff er die Axiomatisierung der Mengenlehre von Ernst Zermelo an. 1914 wurde Brouwer zu einem Mitherausgeber der Mathematischen Annalen bestellt; deshalb und auch wegen seiner Lehrtätigkeit kam es zu einer Stagnation von Brouwers Forschung. Er wandte sich einem philosophischen Projekt zu, der Signifik, das von Victoria Lady Welby begründet worden war. Spiritus Rector der Gesellschaft war Mannoury, Brouwers Freund und Lehrer. Die Signifik strebte eine umfassende Sprachreform an, die jedoch nicht zustande kam.
In der Zeit des Ersten Weltkrieges gestaltete Brouwer eine Mengenlehre nach intuitionistischen Prinzipien. Seine Begründung der Mengenlehre unabhängig vom logischen Satz vom ausgeschlossenen Dritten (1918) ist eine technische Arbeit, frei von der Polemik seiner Dissertation, und versucht, auf einer konstruktiven Basis die Analysis zu begründen; weitere derartige Arbeiten folgen und bauen auf dieser Studie auf.
Hermann Weyl hatte ähnliche Versuche unternommen, das Kontinuum anders als mit den von Richard Dedekind eingeführten Schnitten zu begründen. Weyl nahm Brouwers Schriften begeistert auf und verteidigte Brouwers konstruktive Basis. Vornehmlich Weyls Betreiben entfachte den Grundlagenstreit in der Mathematik. In einem äußerst provokativen und einflussreichen Artikel (Über die neue Grundlagenkrise der Mathematik, 1921) machte er Brouwers Ideen einem breiten Publikum bekannt.

### Grundlagenstreit
Hilbert war über diese Entwicklung alarmiert, er fühlte sich allerdings weiter angespornt, die logischen Grundlagen der Mathematik zu klären. Er entwickelte seine Beweistheorie und bestätigte seine Ansichten über Axiomatisierung und Grundlegung in der Logik, wo das Prinzip des ausgeschlossenen Dritten selbstverständlich benutzt wurde und Konstruierbarkeit für eine Existenzannahme nicht ausschlaggebend war (vorausgesetzt war nur die Konsistenz der Axiome).
Brouwer dagegen war in den 1920er Jahren vorwiegend damit beschäftigt, klassische Resultate der Mathematik neu zu beweisen und intuitionistisch umzuformulieren bis hin zum Entwurf einer neuen Funktionentheorie. Für Konfliktstoff sorgte nun die internationale Wissenschaftspolitik nach dem Krieg, die Gründung des Conseil International de Recherches und die Union Mathématique Internationale: Brouwer hatte früh und erfolglos versucht, deren Boykott gegen deutsche Wissenschaftler aufzuheben. Als nun Jahre später (1928) von diesen Gesellschaften ein internationaler Kongress in Bologna abgehalten wurde, rief Brouwer die nun eingeladenen Deutschen ihrerseits zum Boykott auf. Von Hilbert, der an der Konferenz teilnahm, wurde dies als unzulässige Einmischung in deutsche Angelegenheiten und als Schaden für die Wissenschaft angesehen.
Hilbert schloss Brouwer kurz darauf von der Herausgeberschaft der Mathematischen Annalen aus, was zum Streit mit den anderen Herausgebern, vor allem Einstein und Carathéodory führte. Diese gehörten darauf ebenfalls dem Herausgeberkreis nicht mehr an. Dieser überraschende Schlag zerbrach das freundschaftliche Verhältnis zwischen den beiden Mathematikern endgültig und belastete Brouwer sehr. Brouwer selbst führte ihn darauf zurück, dass er einem früheren Ruf (1919) nach Göttingen, dem Sitz des Hilbertkreises, nicht gefolgt war. Im Umkreis Hilberts wurde vermutet, dass dieser befürchtete, bald zu sterben und dass Brouwer nach seinem Tod zu einflussreich werden könnte.
Die Diskussion um die Grundlagen der Mathematik wurde indes von anderer Seite intensiv fortgeführt. Hesseling spricht von über 250 Arbeiten, die in den zwanziger und dreißiger Jahren auf die Auseinandersetzung reagierten.

### 1930 bis 1966
Öffentliche Vorlesungen in den Jahren 1927 und 1928 in Berlin respektive Wien waren vorerst die letzten beiden großen öffentlichen Auftritte Brouwers. Nach dem Eklat um die Mathematischen Annalen war Brouwer in der mathematischen Öffentlichkeit nicht präsent und publizierte kaum. Er engagierte sich in der Lokalpolitik und beschäftigte sich mit dem Fehlschlag einer privaten Investition.
Die Jahre nach dem Zweiten Weltkrieg waren gekennzeichnet durch Differenzen Brouwers in Amsterdam. Die von ihm gegründete Zeitschrift Compositio Mathematica wurde seinem Einfluss entzogen, ein Forschungszentrum unabhängig von ihm gegründet. Arend Heyting trat schließlich seine mathematische Nachfolge an. Brouwer wurde 1951 emeritiert.
Vortragsreisen führten Brouwer in die USA, nach Kanada und Südafrika. Er gab in Europa verschiedene Vorlesungen, hervorzuheben ist die längere Serie in Cambridge. Die späteren Publikationen brachten keine wesentlichen neuen Resultate, kreisten jedoch um den Begriff des kreativen Subjekts und wiesen einen solipsistischen Eindruck auf.
Brouwer starb 1966, sieben Jahre nach dem Tod seiner Frau Lize Brouwer-de Holl, in Blaricum bei einem Verkehrsunfall. Sie hatten keine gemeinsamen Kinder. Lize Brouwer-de Holl hatte jedoch aus erster Ehe eine Tochter, an deren Erziehung sich Brouwer beteiligte.
Brouwer war Mitglied zahlreicher wissenschaftlicher Gesellschaften (u. a. der Royal Society of London und der Royal Society of Edinburgh), Ehrendoktorate verliehen ihm die Universitäten Oslo (1936) und Cambridge (1955). Im Jahr 1924 wurde er zum Mitglied der Leopoldina in Halle (Saale) gewählt.

## Brouwers Intuitionismus

### Philosophie
Brouwer lehnte akademisch betriebene Philosophie ab. Vielfach drückt er sich gegen philosophisches Vernünfteln aus; er besaß eine Skepsis gegen professionelle Philosophen wie G. J. P. J. Bolland und versuchte, die Integration des Faches Philosophie in den naturwissenschaftlichen Lehrplan zu verhindern. Schon in Leven, Kunst en Mystiek mokiert er sich über vorgebliche Klärungen der Epistemologie. Dennoch ging seinen Versuchen, Mathematik auf Intuition zu gründen, und dem Misstrauen gegenüber Grundlegung in der Logik eine ausgedehnte philosophische Reflexion voraus. Brouwers Philosophie ist subjektivistisch und setzt mit einer Erwägung der mentalen Konstitution des Menschen ein.
Brouwers Philosophie beschäftigt sich mit den mentalen Funktionen des Subjekts. Die dadurch gewonnene Sichtweise wird nicht nur auf die Grundlegung der Mathematik, sondern auch auf das Leben angewandt. In früheren Schriften ergeben sich dadurch moralische Untertöne.
Erfahrungen von transzendentaler Wahrheit, die Wiedervereinigung der Welt mit dem Selbst, das Streben nach einem freien Leben, Abkehr von ökonomischen Kategorien, die Freiheit im Inneren, Abfall des Menschen von der natürlichen Ordnung und Brouwers Ansichten über die sprachliche Äußerung mystischer Erfahrungen etwa in der Kunst bilden den thematischen Block von Leven, Kunst en Mystiek. Als philosophisches Argument wurde das Buch kaum wahrgenommen. Trotzdem lassen sich Spuren der späteren Differenzierungen darin bemerken.
In der Selbstreflexion, in der Mystik, erlebe man die Freiheit. Die äußere Realität wird dagegen als traurige Welt abgeschwächt. Brouwer äußert sich kritisch gegenüber der Sprache, die als Mittel des Ausdrucks der inneren Realität schwerlich in Frage kommt. Gleichläufig mit der Sprache ist der Intellekt. Er bewirkt auch den Abfall des Menschen. Die ursprüngliche Kondition des Menschen sei durch Zivilisation (begründet durch den Intellekt) beschädigt worden; die Kultur scheint als Spezialfall einer menschlichen Sündigkeit auf. — Durchwegs erhebt Brouwer die kritische Stimme gegen die Annahme einer allgemeingültigen und unabhängigen Realität, welche die Menschen und ihren Intellekt aneinander binde. Von einer solchen Realität stammt auch nicht die Bedeutung der Sprache. Die Sprache kann erst in Anbetracht des jeweiligen Willens verstanden werden und ist Ausdruck einer inneren Realität. Das Werk ist zu einem Teil eine Reaktion auf den Hegelianer G. J. P. J. Bolland. Es sollte eine Gegendarstellung zu dessen rhetorisch flammenden Auftritten sein.
Einige Schriften Brouwers, darunter auch solche zur intuitionistischen Mathematik, haben einen moralisierenden oder pessimistischen Anklang; er spricht dabei auch von Sünde oder Sündhaftigkeit. Brouwers Bezeichnung „Sünde“ lässt sich jedoch als Bewusstseinszustand des Zentralisierens und Veräußerlichens beschreiben: Sünde deutet den Übergang der freien, ungerichteten Kontemplation im Selbst zur Konzentration auf ganz bestimmte Aspekte sowie die Verlagerung der erfahrenen Konzepte in ein unabhängiges Äußeres an. In einer kurzen privaten Notiz nannte er Mathematik, ihre Anwendung und die Intuition der Zeit (siehe unten) als sündhaft.
In späteren Schriften unterschied Brouwer drei Phasen des Bewusstseins:
1. die naive Phase, die mit der Schaffung der Welt der Sinnesempfindungen entsteht
2. die isolierte kausale Phase der wissenschaftlichen Aktivität
3. die soziale Phase des sozialen Handelns und der Sprache

Das Bewusstsein der naiven Phase empfängt in der Stille spontan Empfindungen. Es verknüpft sie nicht, dazwischen bleibt Stille. Reaktionen auf diese Empfindungen sind direkt, spontan. Es gibt keine Aktivität des Willens.
Im Gefolge des Wechsels der Empfindungen beginnt das Bewusstsein, eine Sensation als vergangen zurückzuhalten und Vergangenes vom Gegenwärtigen zu unterscheiden. Das Bewusstsein erhebt sich also über den Wechsel der beiden Empfindungen und wird Geist. (Im Niederländischen schreibt Brouwer dafür das englische mind.)
Das Bewusstsein identifiziert nun verschiedene Sensationen und deren Komplexe, um eine Aufeinanderfolge zu kreieren. Spezialfälle solch einer aufeinanderfolgenden geistigen Wahrnehmung sind Dinge und Kausalfolgen.
In der zweiten Phase werden Dinge bereits erkannt. Ein Übergang vom Geist zum Willen passiert, wenn Objekte der Sensation so gesehen werden, dass sie kausal aufeinander folgen. Dies ist der Akt des Intellekts und kennzeichnet die wissenschaftliche Betrachtungsweise, Brouwer nennt es auch die mathematische Sicht.
Der Übergang zum freien Willen, zum handelnden Menschen erfolgt durch den Vorgang, mit dem ein Wechsel der Eindrücke durch Handeln bewusst erlangt wird: die zielgerichtete Handlung.
Die dritte und soziale Phase umfasst nun alle Phänomene, in denen der Wille selbst in seiner Richtung geändert wird, etwa durch Befehl oder Suggestion. Gesetze beziehen daraus ihre Wirkung. Sprache stellt für Brouwer ursprünglich nichts anderes dar als die Übertragung des Willens auf andere. Ausgehend von einfachen Gesten und primitiven Lauten brachte die Entwicklung der menschlichen Gesellschaft eine ausgefeiltere Sprache mit sich, die auch als Gedächtnishilfe Verwendung findet.

### Philosophie der Mathematik
Brouwers Dissertation Over de grondslagen der wiskunde (1907) legt das Grundelement dar, das ihm als Basis für alle weiteren Schriften zur Philosophie der Mathematik dienen sollte. Es handelt sich um die Ur-Intuition der Zeit.
Durch die Ur-Intuition der Zeit versucht Brouwer zu einem genetischen Verständnis der Mathematik in der Erfahrung zu gelangen. Letztlich bedeutet für Brouwer Mathematik nichts als eine exakte Tätigkeit des Geistes, vor aller Sprache, die aus mentalen Konstruktionen besteht. Die Möglichkeit geistiger Konstruktionen wird durch die Ur-Intuition der Zeit gewährleistet.
The primordial phenomenon is no more than the intuition of time, in which repetition of ‘thing-in-time and again thing’ is possible, but in which (and this is a phenomenon outside mathematics) a sensation can fall apart in component qualities, so that a single moment can be lived-through as a sequence of qualitatively different things.
Der Vorgang ist nichts anders als die oben beschriebene Verknüpfung zweier Empfindungen im Bewusstsein. Im Bewusstsein entsteht eine Zweiheit, die zwei Entitäten sowie die Verbindung dazwischen beinhaltet. Durch dieses dem Menschen eigene Vermögen können Dinge, Kausalfolgen, Relationen in der Natur gesehen werden. Sinnesreize werden durch die eigentlich mathematische Ur-Intuition der Zeit Perzeptionen. Jedes wissenschaftliche Experiment gründe sich auch in dieser Intuition der Zweiheit.
Ungleich Immanuel Kant betont Brouwer, dass die Intuition der Zeit keine permanente Eigenschaft der menschlichen Denkungsart ist, sondern erst durch ein Ereignis vermittelt wird, von dem an das Bewusstsein frei zu handeln vermag. In der naiven Phase zuvor werden weder Dinge noch Kausalität erkannt.
Weiters fallen in der Ur-Intuition die Eigenschaften diskret und kontinuierlich nicht auseinander: sie sind ineinander integriert und können nicht gegenseitig ausgezeichnet werden. Dies unterscheidet Brouwer besonders von Henri Bergson, der sich um eine Differenzierung des Diskreten (als einzelnen Zeitpunkten) vom Kontinuierlichen bemüht.
Wissenschaftliche messbare Zeit ist für Brouwer ein abgeleitetes Phänomen. Zahl und Maß sind für ihn vorerst isoliert. Bei der Ur-Intuition der Zeit geht es ihm nur um die Zweiheit, die aus einer Zeitabfolge geschöpft werden kann.
Konstruktion
Die Ur-Intuition Brouwers bezeichnet die Grundlage des Verstandesvermögens. Das Bewusstsein kann durch den Inhalt der Sinnesreize und die mathematische Intuition Dinge schaffen und so die äußere Welt gleichsam konstruieren (Veräußerlichung). Zweitens aber kann der Geist neue, künstliche Entitäten schaffen, indem er bloß Elemente verknüpft, die ausschließlich in der Ur-Intuition bestehen. Dies ist reine Mathematik und unabhängig von Erfahrung. Konstruktive Elemente, die von der Ur-Intuition stammen, sind etwa: Einheit, Kontinuum, Wiederholung.
Mathematisches Denken besteht für Brouwer in dieser Konstruktion (niederländisch gebouw, Gebäude), die auf Elemente der Ur-Intuition beschränkt ist. Mathematisch existieren die so hergestellten Objekte. Der Vorgang der Konstruktion ist aber an das individuelle Bewusstsein gebunden; Aufzeichnungen dieses Vorganges in einem symbolischen Medium können ihn nicht ersetzen. Sie eignen sich etwa zur Exposition. Brouwer war höchst skeptisch, selbst in seinen Schriften spezielle Symbole zu verwenden.
Brouwer grenzt dabei dreierlei voneinander ab:
- Wissen, das aus erster Hand gewonnen und individuell erfasst wird
- seine Aufzeichnung in einem symbolischen, physikalisches Medium, als Gedächtnishilfe
- die interpersonelle Kommunikation dieser Symbole und die Aufzeichnung des kollektiven Wissens

Die intuitive Konstruktion selbst ist nicht sprachlich, sondern bleibt eine mentale Realität, auf die Ur-Intuition der Zeit gegründet. Jegliche Analyse des Wissens sollte nach Brouwer auf den ersten Punkt gerichtet bleiben.
Hier setzt Brouwers scharfe Kritik an den damals gängigen Philosophien der Mathematik ein. Nirgends wurde die Sprache deutlich von der Mathematik getrennt. Selbst der Intuitionismus der französischen Mathematiker Henri Poincaré, Émile Borel und Henri Lebesgue, die in Opposition zum Logizismus und Formalismus auftraten, brachte keine so scharfe Differenzierung. Im Vergleich zu Brouwer verwendeten sie den Begriff der Intuition vage und bauten darauf keine systematische Theorie. Insbesondere schien die Intuition nur für das Postulat der natürlichen Reihe ganzer Zahlen auszureichen, nicht aber für die reellen Zahlen, deren Dedekind’sche Einführung Brouwer für eine bloß sprachlich festgesetzte Sache hielt. Brouwer nannte später seine Trennung von Mathematik und mathematischer Sprache „die erste Handlung des Intuitionismus“.
Anwendung der Mathematik
Im Beginn sei die Mathematik aus dem Sprung vom Mittel zum Zweck, in der dritten Phase des Bewusstseins also, ausgegangen. Eine bewusste Handlung baut auf der vorherigen Entdeckung einer Regularität auf. Greift man selbst in das Geschehen ein, erhält man allerdings durch ein gewisses Mittel nicht exakt den gesetzten Zweck. Im Gefolge der nun einsetzenden Verfeinerung der Mittel entdeckt man in einem konzentrierten Bereich noch mehr Regularitäten. Endlich kann auch ein Bereich der Phänomene ausgesondert werden, die unabhängig von anderen intellektuell behandelt werden können: Mathematik. Diese Regularitäten (oder Kausalfolgen) können überall dort angewendet werden, wo auch natürlich eine solche Regularität gesehen wird. Im Versuch, die Schritte zu verfeinern und Regularität zu isolieren, kann man sich auch virtueller Kausalfolgen bedienen, die möglicherweise zuletzt einfacher umgestaltet werden können und auch in konkreten Fällen wieder passen. Ein Beispiel sei die euklidische Geometrie, die aus solchen virtuellen Kausalfolgen besteht.
Naturwissenschaften wiederum finden ihren Ursprung ausschließlich in der Anwendung der Mathematik. Die kantischen Ansichten von der Apriorität von Zeit und Raum diskutierend, bemerkt Brouwer, dass man – als unabhängig von Erfahrung – wohl die ganze Mathematik (auch euklidische und nicht-euklidische Geometrie) als apriorisch verstehen müsse. Andererseits gebe es nur eines, woraus die Mathematik konstruiert werde und was sie auch mit den Naturwissenschaften verbindet, nämlich die Ur-Intuition der Zeit. Deshalb könne man gleichwohl behaupten, dass letztlich das einzige apriorische Element in der Wissenschaft die Zeit ist. Brouwer verwirft in seiner Dissertation im Anschluss die kantischen Raumargumente.
Durch den strengen Sinn, in dem Brouwer die Intuition versteht, ist auch klar, dass damit keinesfalls ein „vages Gefühl“ bezeichnet wird. Aus seinen Darlegungen zum Raum wird klar, dass im Gegensatz zur etymologischen Konnotation sich hinter Brouwers Intuition auch keine visuelle oder räumliche Metapher verbirgt. Schließlich versteht er darunter auch nicht eine offensichtliche Wahrheit, sondern eben das bloße Vermögen, ausgehend von einer Zweiheit, eine Regularität zu gewahren.

### Sprache
Der Intuitionismus Brouwers hält Sprache und Gedanken ursprünglich für getrennt. Der subjektive Gedanke geht der Sprache voraus. Diese wiederum ist anfänglich ein rein soziales Phänomen, verwendet, um Handlungen anderer zu beeinflussen. Die Wörter, die dabei Dingen beigelegt werden, beziehen sich nicht auf eine Realität im Äußeren, sondern auf die Erfahrung des Subjekts. Sie sind daher nicht unabhängig von der „kausalen“ Aufmerksamkeit. Das Verstehen eines Wortes ist insofern ein Reflex, der allerdings seinen Ursprung in der Ur-Intuition der Zeit besitzt.
Auch wenn die Sprache ein ursprünglich soziales Phänomen ist, um den Willen anderer zu beeinflussen, findet es sich aus Gewohnheit auch im einzelnen Subjekt selbst: Die Sprache spielt dabei eine Rolle im reflektierenden Denken oder als mnemotechnische Hilfe. Die Sprache ist ebenso das Mittel, gedankliche Konstruktionen mitzuteilen; in dieser Hinsicht ist die Sprache aber defekt und instabil. Der Nachvollzug eines Gedankens, seine Verifikation in einem anderen Subjekt kann etwa zu unterschiedlichen Ergebnissen führen. Rationale Erwägungen jedoch (beispielsweise mathematische) sind, zumindest hypothetisch, gleich strukturiert, und über diese Schnittstelle ist gegenseitiges Verständnis möglich. Im Übrigen wäre Exaktheit nur in Einsamkeit und mit unbeschränktem Gedächtnis möglich.
Brouwers frühes Werk Leven, Kunst en Mystiek polemisiert gegen das übertriebene Vertrauen in die Sprache in philosophischen Abhandlungen; lächerlich sei auch die Anwendung der Sprache dort, wo keine Übereinstimmung des Willens gegeben sei.
Brouwer schloss sich später dem Signifischen Kreis um Gerrit Mannoury an. Die Mitglieder zielten darauf ab, durch Verbesserungen der Sprache mehr Verständnis der Menschen untereinander herbeizuführen. Dabei sollte die zeitliche Entwicklung der Sprache von primitiven Lauten bis zu anspruchsvollem Niveau mitberücksichtigt werden. Brouwer selbst wollte einerseits Wörter kreieren, die den westlichen Gesellschaften spirituelle Werte vermittelten, andererseits aufzeigen, wo diese Werte nur scheinbar in Worten aufscheinen, die für andere Ideale stehen. Zu diesen Vorhaben kam es nicht.
Ebenso wie sich die Sprache nicht auf eine Welt von Objekten unabhängig von der persönlichen Erfahrung bezieht, so bezieht sich Wahrheit nicht auf eine äußerliche Realität. Wahrheit wird vielmehr ebenso vom Subjekt erfahren und bedeutet nichts anderes als Präsenz von Sinn. So besteht die Wahrheit einer Äußerung in nichts anderem als in der Tatsache, dass ihr Inhalt dem Bewusstsein des Subjekts erschienen ist. Deshalb sind auch Erwartungen von zukünftiger Erfahrung oder Aussagen über die Erfahrung anderer nur wahr, insofern es Antizipationen oder Hypothesen sind. Durch einen Satz wird nur Wahrheit übermittelt, wenn die Wahrheit auch erfahren wird.

### Logik
Seit der Arbeit an seiner Dissertation versuchte Brouwer, einen originären Beitrag zu den Grundlagen der Mathematik zu leisten. Durch seinen Lehrer Gerrit Mannoury war er auf die Tendenz zur Axiomatisierung und Formalisierung aufmerksam gemacht worden. Im Anschluss an Gottlob Frege wurde die Logik als Disziplin weiterentwickelt. Giuseppe Peano und Bertrand Russell schufen eine neue symbolische Notation, Georg Cantor schuf die Mengenlehre, Ernst Zermelo axiomatisierte sie und bewies den Wohlordnungssatz.
Man war zur Auffassung gekommen, dass die neu entdeckte Logik die Grundlage der Mathematik darstelle. Hilbert axiomatisierte die Geometrie und gründete sie auf gewisse Sätze, in denen ihre Grundbegriffe in gewissen Relationen standen. Er definierte sie nicht mehr explizit und ließ die zugrundeliegende Interpretation offen. Einige Jahre später, nachdem die Axiomatisierung auch anderswo erfolgreich angewendet werden konnte, rief er auf, die ganze Mathematik axiomatisch zu fundieren. Damit den dadurch entstehenden Theorien Sicherheit innewohne, sollte in einem umfangreichen Programm die Widerspruchsfreiheit der wichtigen Axiomensysteme gesondert erwiesen werden.
Die Ideen dazu waren schon zur Zeit bekannt, als Brouwer Over de grondlsagen der wiskunde schrieb. Brouwer unterzog die entsprechende Arbeit Hilberts einer Analyse und kam zur Auffassung, der Großteil sei ein unmathematischer unbewusster Akt. Brouwers Zergliederung ergibt acht Stufen, er erkennt drei Systeme der Mathematik darin, die einmal mit, dann ohne Sprache auftreten. Folgendes Schema erhellt seinen Grundgedanken und beschreibt den Übergang von Mathematik erster Ordnung zur Mathematik zweiter Ordnung:
1. Aufzeichnung mathematischer Konstruktionen (Sprache der Mathematik)
2. Wahrnehmung einer Struktur darin, bewusste Verwendung dieser Struktur (klassische Logik)
3. Isolation von Symbolen und Struktur, Abstraktion vom mathematischen Inhalt, formale Konstruktionen (formale Logik)

Dies ist die Stufe, die Peano erreicht hat. Hilbert, der vermittels seiner Beweistheorie mit finiten Methoden die Widerspruchsfreiheit etablieren wollte, hätte sich, wie Brouwer analysiert, auf der dritten Stufe befunden. Hilberts Programm wurde aufgrund der Resultate von Kurt Gödel als unplausibel aufgegeben.
Für Brouwer besteht die Mathematik nur aus der ersten Stufe: mentale Konstruktionen vor jeder Sprache. Die Widerspruchsfreiheit, welche durch das Hilbertprogramm etabliert werden sollte, tat er als ein bloß sprachliches Phänomen ab, sie habe daher keine mathematische Relevanz. Das tatsächliche Problem machte Brouwer darin aus, dass eine rein sprachliche Argumentation keine mentale Konstruktion zur Verfügung stellt. Zu diesen Phänomenen rechnete er die „pathologischen Geometrien Hilberts“, die „logischen Konstruktionen, ganz gewiss diejenigen von Bolyai, möglicherweise auch Lobatcheffsky“, Cantors transfinite Zahlen und Dedekind-Schnitte.
Die logische Sprache selbst nämlich bezieht sich nicht immer unmittelbar auf eine gleich strukturierte mentale Konstruktion. Es kann etwa vorkommen, dass auch dort, wo in die mathematische Konstruktion die Relation vom Teil zum Ganzen (die beispielsweise in Brouwers intuitionistischer Mengenlehre als das Grundphänomen auftritt) nicht eingeht, beim wörtlichen Ausdruck die echte Relation gegen die Relation Teil-Ganzes getauscht wird. (Brouwer hat hier den Syllogismus im Auge.) Solche Phänomene mögen aufgrund der langen Tradition der logischen Ausdrücke aufkommen; gleichwohl wäre eine andere Sprache der Verständigung bei der gleichen Organisation des Intellekts möglich und eine Frage der Kultur.
Satz vom ausgeschlossenen Dritten
Regularitäten der Sprache, die die Mathematik begleitet, wie sie von Aristoteles aufgegriffen und klassifiziert wurden, sind für Brouwer bloße Muster; sie geben nicht notwendig eine ursprüngliche Konstruktion an. Umgekehrt allerdings lässt sich auf jede mathematische Konstruktion etwa das Prinzip des ausgeschlossenen Dritten anwenden und führt niemals zu einer Kontradiktion. In der Arbeit De onbetrouwbaarheid der logische principes (1908) legte Brouwer dar, warum man keinen Grund habe, das Prinzip für wahr zu halten.
Brouwer verwendete hierzu Existenzaussagen wie: „Es gibt in der Dezimalentwicklung von π eine Folge 012…9.“ Laut Brouwer bestünde kein Grund, hier das Prinzip des ausgeschlossenen Dritten für wahr zu halten, da man keine Möglichkeit ins Auge fassen könnte, dies zu überprüfen. Brouwer hielt das Prinzip des ausgeschlossenen Dritten für äquivalent mit der Behauptung, dass jedes mathematische Problem lösbar sei. Weitere „schwache Gegenbeispiele“, die auf damals ungelösten Problemen beruhen, sind im Brouwer-Eintrag der Stanford Encyclopedia of Philosophy zu finden. Später ersetzte Brouwer tatsächlich die Dichotomie von wahr und falsch durch folgende vier Möglichkeiten: dass die Aussage als wahr oder falsch bewiesen ist, weiters, falls kein Beweis vorliegt, dass ein Algorithmus für die Entscheidung auf Wahrheit oder Falschheit bekannt ist, und viertens, dass auch ein solcher Algorithmus nicht bekannt ist.
Nachdem Brouwer eine intuitionistische Mengenlehre aufgestellt hatte, konnte er auch „starke Gegenbeispiele angeben“ (siehe unten).
Negation
Die fruchtbarste Anwendung von Brouwers Anschauungen geht allerdings auf einige Zeilen seiner Arbeit Intuitionistische Zerlegung mathematischer Grundbegriffe (1925) zurück. Dort versucht Brouwer unter anderem, intuitionistische Korrekturen für die Negation anzugeben, und skizziert dabei die Grundlagen einer neuen Disziplin, der intuitionistischen Logik. Brouwer spricht dabei von Absurdität und Korrektheit anstelle von wahr und falsch und stellt einige Prinzipien auf, wobei er die doppelte Negation intuitionistisch interpretiert:
- Brouwer verwirft das Prinzip des ausgeschlossenen Dritten ({\displaystyle A\lor \neg A}).
- Insbesondere verwirft er einen Spezialfall davon, nämlich das Prinzip der Reziprozität von Komplementärmengen (siehe die Gleichung: {\displaystyle A\cup A^{\rm {c}}=U} im Artikel Komplement (Mengenlehre)).
- Also wird verworfen: {\displaystyle A\leftrightarrow \neg \neg A}.
- Beibehalten wird: {\displaystyle A\to \neg \neg A}.
- Bewiesen wird jedoch: Absurdität-der-Absurdität-der-Absurdität ist äquivalent mit Absurdität. Bei einer dreifachen Negation kann man zwei Negationen demnach kürzen ({\displaystyle \neg \neg \neg A\leftrightarrow \neg A}).

Arend Heyting war der erste, der eine derartige Logik formalisierte. Von Brouwer selbst wurde der Versuch zwar unterstützt, er betrachtete die Aufgabe freilich als steril.
Die intuitionistische Erwägung Brouwers stützt sich in der entsprechenden mentalen Konstruktion auf das Verhältnis von Teil und Ganzem, etwa um den klassischen Modus ponens einzusehen. Kompliziertere Aussagen können auch über eine Interpretation der Spezies (siehe unten) gewonnen werden.
Gegen Ende seines Lebens sprach sich Brouwer zunehmend wohlwollender gegen Formalisierungen aus. Er lobte beispielsweise die Algebra von George Boole und drückte seine ästhetische Wertschätzung dafür aus.

### Intuitionistische Mathematik
Aus der mathematischen Ur-Intuition ließen sich die ganzen und rationalen Zahlen konstruieren. Das Kontinuum ist für Brouwer durch die Erfahrung des „Zwischen“ der Zweiheit der Ur-Intuition gegeben. Brouwer lehnt hingegen die transfiniten Ordinalzahlen Cantors ab, da sie sich nicht in einer Konstruktion fassen ließen.
Das Ziel von Brouwers Mathematik war die Entwicklung einer Theorie der reellen Zahlen, des Kontinuums. Erst nach seinen topologischen Erfolgen kehrt Brouwer zurück zur Mengenlehre und veröffentlicht 1918 die Begründung der Mengenlehre unabhängig vom logischen Satz vom ausgeschlossenen Dritten. Brouwer nennt den darin vollzogenen Schritt später den „zweiten Akt des Intuitionismus“. Ungleich seinen vorigen Anschauungen lässt er nämlich nun zur Konstruktion von Mengen (spreads im Englischen) nicht nur Punkte zu, die durch endlich viele Angaben oder durch ein Gesetz zur Konstruktion anzugeben wären, sondern auch sogenannte Wahlfolgen. Wahlfolgen beinhalten ein Element der Willkür und können nicht vollständig angegeben werden. Das Konzept der Wahlfolgen geht in die Definition einer Punktmenge (spread) ein:
Zunächst wird eine unbegrenzte Folge von Zeichen festgelegt mittels eines ersten Zeichens und eines Gesetzes, das aus jedem dieser Zeichenreihen das nächstfolgende herleitet. Wir wählen z. B. die Folge ζ der „Nummern“ 1, 2, 3, … Sodann ist eine Menge ein Gesetz, auf Grund dessen, wenn immer wieder eine willkürliche Nummer gewählt wird, jede dieser Wahlen entweder ein bestimmtes Zeichen mit oder ohne Beendigung des Prozesses erzeugt, oder aber die Hemmung des Prozesses mitsamt der definitiven Vernichtung seines Resultates herbeiführt, wobei für jedes n > 1 nach jeder unbeendigten und ungehemmten Folge von n – 1 Wahlen wenigstens eine Nummer angegeben werden kann, die, wenn sie als n-te Nummer gewählt wird, nicht die Hemmung des Prozesses herbeiführt.
Ein reeller Punkt entsteht, wenn dabei ineinander geschachtelte Intervalle ausgewählt werden. Punktmengen sind besondere Arten von Punktspezies. Eine Punktspezies wird von Brouwer als eine Eigenschaft definiert, die nur einem Punkt zukommen kann; die Definition lässt sich auch verallgemeinern zu höheren Spezies, die Eigenschaften von Spezies sind. Spezies erlauben auch klassische Operationen der Mengenlehre (etwa Durchschnitt, Vereinigung); eine konstruktive Einschränkung besteht wie oben (Negation) bemerkt bei den komplementären Spezies.
Die strukturellen Theoreme über diese Mengen (spreads) sind das Fan Theorem und das Bar Theorem. Zusammen mit dem Stetigkeitsprinzip ergibt sich der überraschende Satz für volle (das heißt, auf dem ganzen abgeschlossenen Intervall von 0 bis 1 definierten) Funktionen:
Jede volle Funktion ist gleichmäßig stetig.
Dieser Satz ist klassisch ungültig. Brouwer verwendete ihn, um „starke Gegenbeispiele“ zum Prinzip des ausgeschlossenen Dritten anzugeben. Die Anwendung des Prinzips führt dabei zu einem Widerspruch.
Die Funktion, die einer reellen Zahl den Wert 0 zuordnet, wenn sie rational ist, den Wert 1 hingegen, falls sie nicht rational ist, muss nach dem Satz im intuitionistischen Sinne konstant sein. Es ist daher nicht möglich, das Kontinuum intuitionistisch in rationale und irrationale Zahlen zu zerlegen. Genau dieses Resultat ergibt sich jedoch, wendet man das Prinzip des ausgeschlossenen Dritten mit der Eigenschaft „Rationalität“ an, ein Widerspruch. Eine genaue Ausführung dazu findet sich im Eintrag über Strong Counterexamples der Stanford Encyclopedia of Philosophy.

## Wirkung
Die Resultate, die Brouwer 1909 bis 1913 hervorbrachte, beeinflussten die Topologie nachhaltig. Brouwer verband die mengentheoretische Topologie von Georg Cantor und Arthur Schoenflies mit den Methoden Henri Poincarés. Insbesondere baute Hermann Weyls Arbeit über Riemannsche Flächen auf Brouwers Topologie auf. Sein Fixpunktsatz fand zahlreiche Anwendungen auch außerhalb der Topologie.
Durch Weyls provokativen Artikel bekam der Intuitionismus Brouwers, besonders seine Ablehnung des Prinzips des ausgeschlossenen Dritten, einen hohen Grad an Bekanntheit, der durch seine eigenen Schriften und Vorlesungen nicht erreichbar war. Er selbst besaß keine sonderliche didaktische Fähigkeit, um den Intuitionismus bekannter oder populärer zu machen. Allerdings widmete A. A. Fraenkel, der die Axiome der Mengenlehre von Ernst Zermelo ergänzte, in seinen zahlreichen Büchern über Mengenlehre dem Intuitionismus stetige Aufmerksamkeit.
Spätere Reaktionen auf Brouwers Intuitionismus beziehen sich hauptsächlich auf Brouwers Schüler Arend Heyting, der die intuitionistische Logik 1930 formalisierte. Ein derartiger Versuch des russischen Mathematikers Andrei Nikolajewitsch Kolmogorow im Jahre 1925 war unbeachtet geblieben. Kurt Gödel und Waleri Iwanowitsch Gliwenko trugen maßgeblich zur Entwicklung der intuitionistischen Logik bei. Auch Alonzo Church reagierte schon 1928 mit einem Artikel über das Gesetz des ausgeschlossenen Dritten. In den 1960er Jahren erweckte der Grundlagenforscher Stephen Cole Kleene das Interesse an der intuitionistischen Logik aufs Neue.
Vertreter der konstruktiven Mathematik, auf welche Brouwer zumindest entfernt eine Wirkung hatte, sind Errett Bishop und Paul Lorenzen.
Inwieweit Brouwer Einfluss auf Gödel haben konnte, welcher ihn vermutlich – wie auch Ludwig Wittgenstein – bei seiner Wiener Vorlesung 1928 hörte, ist nicht klar. Dass aber die genannte Vorlesung Wittgenstein philosophisch interessierte, ist in Anekdoten von Herbert Feigl und Rudolf Carnap überliefert. Wittgenstein soll dort den Impuls für seine späteren philosophischen Arbeiten erhalten haben.
Seit 1970 ist ein Mondkrater nach ihm und Dirk Brouwer benannt.
Ihm zu Ehren vergibt die Niederländische Mathematische Gesellschaft seit 1970 alle drei Jahre die Brouwer-Medaille.

## Schriften
- Leven, kunst en mystiek. J. Waltman Jr., Delft 1905. (niederländisch)
- Over de grondslagen der wiskunde. Academisch proefschrift. Maas & van Suchtelen, Amsterdam 1907. (niederländisch; Dissertation; im Internet-Archiv, dito)
- De onbetrouwbaarheid der logische principes. Tijdschrift voor Wijsbegeerte 2, 1908, S. 152–158. (niederländisch)
- Zur Analysis Situs. (14. Mai 1909). In: Mathematische Annalen. Band 68, 11. März 1910, S. 422–434.
- Beweis der Invarianz der Dimensionenzahl. In: Mathematische Annalen. Band 70, 14. Februar 1911, S. 161–165.
- Über Abbildung von Mannigfaltigkeiten. (Juli 1910). In: Mathematische Annalen. Band 71, 25. Juli 1911, S. 97–115 (Berichtigung, 23. Januar 1912, S. 598; mit Fixpunktsatz von Brouwer)
- Beweis des Jordanschen Satzes für den n-dimensionalen Raum. In: Mathematische Annalen. Band 71, 16. November 1911, S. 314–319.
- Begründung der Mengenlehre unabhängig vom logischen Satz vom ausgeschlossenen Dritten. In: Verhandelingen der Koninklijke Akademie van Wetenschappen te Amsterdam. (eerste sectie) 12
  - Erster Teil: Allgemeine Mengenlehre. Nr. 5, März 1918, S. 1–43 (Berichtigungen zum ersten Teile.)
  - Zweiter Teil: Theorie der Punktmengen. Nr. 7, März 1919, S. 1–33.
- Intuitionistische Mengenlehre. In: Jahresbericht der DMV. Band 28, 1919, S. 203–208.
- Besitzt jede reelle Zahl eine Dezimalbruchentwicklung? (10. Dezember 1920). In: Mathematische Annalen. Band 83, 23. Juli 1921, S. 201–210.
- Über die Bedeutung des Satzes vom ausgeschlossenen Dritten in der Mathematik, insbesondere in der Funktionentheorie. In: Journal für die reine und angewandte Mathematik. Band 154, 1924, S. 1–7. (ursprünglich niederländischer Vortrag vom August 1923)
- Intuitionistische Zerlegung mathematischer Grundbegriffe. (6. Februar 1924). IN: Jahresbericht der DMV. Band 33, 1925, S. 251–256. (ursprünglich Vortrag vom 24. November 1923)
- Über Definitionsbereiche von Funktionen. (28. April 1926). In: Mathematische Annalen. Band 97, 1927, S. 60–75.
- Intuitionistische Betrachtungen über den Formalismus. (17. Dezember 1927). In: Koninklijke Akademie van Wetenschappen te Amsterdam: Proceedings of the section of sciences. Band 31, 1928, S. 374–379.
- Essentieel-negatieve eigenschappen. (25. September 1948). In: Koninklijke Akademie van Wetenschappen te Amsterdam: Proceedings of the section of sciences. Band 51, 1948, S. 963–964. (niederländisch)
- Consciousness, Philosophy and Mathematics. In: E. W. Beth, H. J. Pos, J. H. A. Hollak (Hrsg.): Proceedings of the 10th International Congress of Philosophy (Amsterdam, August 11–18, 1948). North-Holland, Amsterdam 1949, S. 1235–1249. (englisch)
- De non-aequivalentie van de constructieve en de negatieve orderelatie in het continuum. (29. Januar 1949). In: Koninklijke Akademie van Wetenschappen te Amsterdam: Proceedings of the section of sciences. Band 52, 1949, S. 122–124. (niederländisch)
- Contradictoriteit der elementaire meetkunde. (26. März 1949). In: Koninklijke Akademie van Wetenschappen te Amsterdam: Proceedings of the section of sciences. Band 52, 1949, S. 315–316. (niederländisch)

Nach dem Tod erschienen:
- Collected Works. North-Holland, Amsterdam.

1. Arend Heyting (Hrsg.): Philosophy and foundations of mathematics. 1975, ISBN 0-7204-2805-X. (englische Rezension)
2. Hans Freudenthal (Hrsg.): Geometry, analysis, topology and mechanics. 1976, ISBN 0-7204-2076-8.

- Dirk van Dalen (Hrsg.): Intuitionismus. B.I. Wissenschaftsverlag, 1992, ISBN 3-411-15371-7. (eingeleitet und kommentiert von Dirk van Dalen; Inhaltsverzeichnis, PDF-Datei, 60 kB)
- Life, art, and mysticism. In: Notre Dame Journal of Formal Logic. 37, Sommer 1996, S. 389–429. (englische Übersetzung von Leven, kunst en mystiek, 1905, von Walter P. Van Stigt)
- Dirk van Dalen (Hrsg.): L. E. J. Brouwer en de grondslagen van de wiskunde. Epsilon Uitgaven, Utrecht 2001, ISBN 90-5041-061-8. (niederländisch; kommentierte Neuauflage der Dissertation, Fragmente und Aufsätze der Folgejahre wie Onbetrouwbaarheid der logische principes; Inhaltsverzeichnis, PDF-Datei, 22 kB; Zentralblatt-Rezension)